# Matthias Jaissle
Matthias Jaissle (Nürtingen, Alemania, 5 de abril de 1988) es un exjugador y entrenador de fútbol alemán. Actualmente dirige al Al-Ahli de la Liga Profesional Saudí.

## Carrera como jugador
Jaissle comenzó a jugar al fútbol a la edad de cuatro años en 1992 con los juniors de TSV Neckartailfingen, en 2001 se cambió al departamento juvenil de VfB Stuttgart. Allí pasó por todos los equipos juveniles desde el C hasta el A juvenil. Cuando aún era un jugador juvenil, Jaissle fue fichado por el entonces club de la liga regional TSG 1899 Hoffenheim en enero de 2007. En Hoffenheim se desplegó inmediatamente en el primer equipo y en 2007 ascendió a la 2. Bundesliga. Con Jaissle como el jugador regular más joven, el Hoffenheim logró el pase a la Bundesliga en la temporada 2007-08.
En la primera temporada, el Hoffenheim se convirtió inmediatamente en campeón de otoño. Jaissle se mantuvo en el once inicial antes de que una grave lesión le frenara. Después de romperse el ligamento cruzado anterior en la articulación de la rodilla izquierda el 21 de marzo de 2009, se sometió a una cirugía. Después de más lesiones, solo regresó a la Bundesliga el 17 de octubre de 2010. En la temporada 2010-11 jugó nueve partidos más en la Bundesliga antes de lesionarse el tendón de Aquiles. Esta lesión le provocó problemas recurrentes que le obligaron a retirarse. Rescindió prematuramente su contrato el 13 de febrero de 2014 y posteriormente terminó su carrera a la edad de 25 años.

## Carrera como entrenador
Tras el final de su carrera como jugador, Jaissle completó su primera formación como entrenador y se hizo cargo de la Sub-16 del RB Leipzig en 2015 como entrenador asistente de Sebastian Hoeneß, con quien entrenó a la sub-17 del club en la temporada 2016-17. El 3 de abril de 2017, se confirmó que Jaissle sería el asistente del entrenador Alexander Zorniger en el Brøndby IF danés a partir del verano de 2017. Dejó al equipo de Dinamarca el 1 de junio de 2019. Unas semanas más tarde, fue contratado como entrenador del equipo de la academia sub-18 del Red Bull Salzburgo.
En enero de 2021, fue nombrado nuevo entrenador del FC Liefering después de que Bo Svensson dejara el club. Con el Liefering fue subcampeón en la Segunda División. Para la temporada 2021-22, Jaissle sucedió a Jesse Marsch, quien se marchó al RB Leipzig, como entrenador del Red Bull Salzburgo. Tras una exitosa temporada en la que el Salzburgo ganó el doblete, Jaissle amplió su contrato anticipadamente hasta junio de 2025. El 28 de julio de 2023, un día antes del inicio de la temporada 2023-24, fue relevado de sus funciones, dejando al club sin entrenador.
El 28 de julio de 2023, fue anunciado como entrenador del Al-Ahli y firmó un contrato por tres temporadas.

## Clubes

### Como jugador
| Club          | País     | Año       |
| ------------- | -------- | --------- |
| Hoffenheim II | Alemania | 2007-2014 |
| Hoffenheim    | Alemania | 2007-2014 |

### Como entrenador
| Club               | País           | Año           |
| ------------------ | -------------- | ------------- |
| FC Liefering       | Austria        | 2021          |
| Red Bull Salzburgo | Austria        | 2021-2023     |
| Al-Ahli            | Arabia Saudita | 2023-presente |

## Estadísticas como entrenador
| Equipo                     | Div.                | Temporada           | Liga  | Liga | Liga | Liga | Liga |       | Copa | Copa | Copa | Copa  |    | Internacional | Internacional | Internacional | Internacional | Internacional |   | Otros | Otros | Otros | Otros |    | Totales     | Totales | Totales | Totales | Totales | Totales | Totales | Totales |
| Equipo                     | Div.                | Temporada           | Part. | G    | E    | P    | Pos. | Part. | G    | E    | P    | Part. | G  | E             | P             | Pos.          | Part.         | G             | E | P     | Part. | G     | E     | P  | Rendimiento | GF      | GC      | Dif.    |         |         |         |         |
| -------------------------- | ------------------- | ------------------- | ----- | ---- | ---- | ---- | ---- | ----- | ---- | ---- | ---- | ----- | -- | ------------- | ------------- | ------------- | ------------- | ------------- | - | ----- | ----- | ----- | ----- | -- | ----------- | ------- | ------- | ------- | ------- | ------- | ------- | ------- |
| Liefering · Austria        | 2.ª                 | 2020-21             | 17    | 11   | 3    | 3    | 2.º  | -     | -    | -    | -    | -     | -  | -             | -             | -             | -             | -             | - | -     | 17    | 11    | 3     | 3  | 70.59%      | 42      | 18      | +24     |         |         |         |         |
| Liefering · Austria        | Total               | Total               | 17    | 11   | 3    | 3    | -    | -     | -    | -    | -    | -     | -  | -             | -             | -             | -             | -             | - | -     | 17    | 11    | 3     | 3  | 70.59%      | 42      | 18      | +24     |         |         |         |         |
| Red Bull Salzburgo Austria | 1.ª                 | 2021-22             | 32    | 25   | 5    | 2    | 1.º  | 6     | 5    | 1    | 0    | 10    | 5  | 2             | 3             | 1/8           | -             | -             | - | -     | 48    | 35    | 8     | 5  | 78.48%      | 113     | 38      | +75     |         |         |         |         |
| Red Bull Salzburgo Austria | 1.ª                 | 2022-23             | 32    | 23   | 8    | 1    | 1.º  | 4     | 3    | 1    | 0    | 8     | 2  | 3             | 3             | 1/16          | -             | -             | - | -     | 44    | 28    | 12    | 4  | 72.73%      | 86      | 35      | +51     |         |         |         |         |
| Red Bull Salzburgo Austria | 1.ª                 | 2023-24             | -     | -    | -    | -    | -    | 1     | 1    | 0    | 0    | -     | -  | -             | -             | -             | -             | -             | - | -     | 1     | 1     | 0     | 0  | 100%        | 6       | 0       | +6      |         |         |         |         |
| Red Bull Salzburgo Austria | Total               | Total               | 64    | 48   | 13   | 3    | -    | 11    | 9    | 2    | 0    | 18    | 7  | 5             | 6             | -             | -             | -             | - | -     | 93    | 64    | 20    | 9  | 75.99%      | 205     | 73      | +132    |         |         |         |         |
| Al-Ahli Arabia Saudita     | 1.ª                 | 2023-24             | 34    | 19   | 8    | 7    | 3.º  | 2     | 1    | 0    | 1    | -     | -  | -             | -             | -             | -             | -             | - | -     | 36    | 20    | 8     | 8  | 62.97%      | 71      | 39      | +32     |         |         |         |         |
| Al-Ahli Arabia Saudita     | 1.ª                 | 2024-25             | 34    | 21   | 4    | 9    | 5.º  | 1     | 0    | 0    | 1    | 13    | 12 | 1             | 0             | 1.º           | 1             | 0             | 1 | 0     | 49    | 33    | 6     | 10 | 71.43%      | 105     | 49      | +56     |         |         |         |         |
| Al-Ahli Arabia Saudita     | 1.ª                 | 2025-26             | 0     | 0    | 0    | 0    | -    | 0     | 0    | 0    | 0    | 0     | 0  | 0             | 0             | -             | 0             | 0             | 0 | 0     | 0     | 0     | 0     | 0  | 0%          | 0       | 0       | +0      |         |         |         |         |
| Al-Ahli Arabia Saudita     | Total               | Total               | 69    | 40   | 12   | 16   | -    | 3     | 1    | 0    | 2    | 13    | 12 | 1             | 0             | -             | 1             | 0             | 1 | 0     | 85    | 53    | 14    | 18 | 67.84%      | 176     | 88      | +88     |         |         |         |         |
| Total en su carrera        | Total en su carrera | Total en su carrera | 149   | 99   | 28   | 22   | -    | 14    | 10   | 2    | 2    | 31    | 19 | 6             | 6             | -             | 1             | 0             | 1 | 0     | 195   | 128   | 37    | 30 | 71.96%      | 423     | 179     | +244    |         |         |         |         |
| 1. 2. 3.                   |                     |                     |       |      |      |      |      |       |      |      |      |       |    |               |               |               |               |               |   |       |       |       |       |    |             |         |         |         |         |         |         |         |

#### Resumen por competiciones
| Competición                          | Partidos | Ganados | Empatados | Perdidos | %      | Resultado        |
| ------------------------------------ | -------- | ------- | --------- | -------- | ------ | ---------------- |
| 2. Liga                              | 17       | 11      | 3         | 3        | 70.59% | Subcampeón       |
| Admiral Bundesliga                   | 64       | 48      | 13        | 3        | 81.77% | Campeón          |
| Copa de Austria                      | 11       | 9       | 2         | 0        | 87.88% | Campeón          |
| Liga Profesional Saudí               | 68       | 40      | 12        | 16       | 64.7%  | 3.er lugar       |
| Copa del Rey de Campeones            | 3        | 1       | 0         | 2        | 33.33% | Octavos de final |
| Supercopa de Arabia Saudita          | 1        | 0       | 1         | 0        | 33.33% | Semifinales      |
| Liga de Campeones de la UEFA         | 16       | 6       | 5         | 5        | 47.92% | Octavos de final |
| Liga Europea de la UEFA              | 2        | 1       | 0         | 1        | 50%    | Ronda intermedia |
| Liga de Campeones de Élite de la AFC | 13       | 12      | 1         | 0        | 94.87% | Campeón          |
| Copa Intercontinental de la FIFA     | 0        | 0       | 0         | 0        | 0%     | En disputa       |
| TOTAL                                | 195      | 128     | 37        | 30       | 71.96% | 4 Títulos        |

## Palmarés

### Como entrenador

#### Campeonatos nacionales
| Título          | Club               | País    | Año     |
| --------------- | ------------------ | ------- | ------- |
| Bundesliga      | Red Bull Salzburgo | Austria | 2021-22 |
| Copa de Austria | Red Bull Salzburgo | Austria | 2021-22 |
| Bundesliga      | Red Bull Salzburgo | Austria | 2022-23 |

#### Campeonatos internacionales
| Título                               | Club    | Sede  | Año     |
| ------------------------------------ | ------- | ----- | ------- |
| Liga de Campeones de Élite de la AFC | Al-Ahli | Yidda | 2024-25 |